# 札内岳

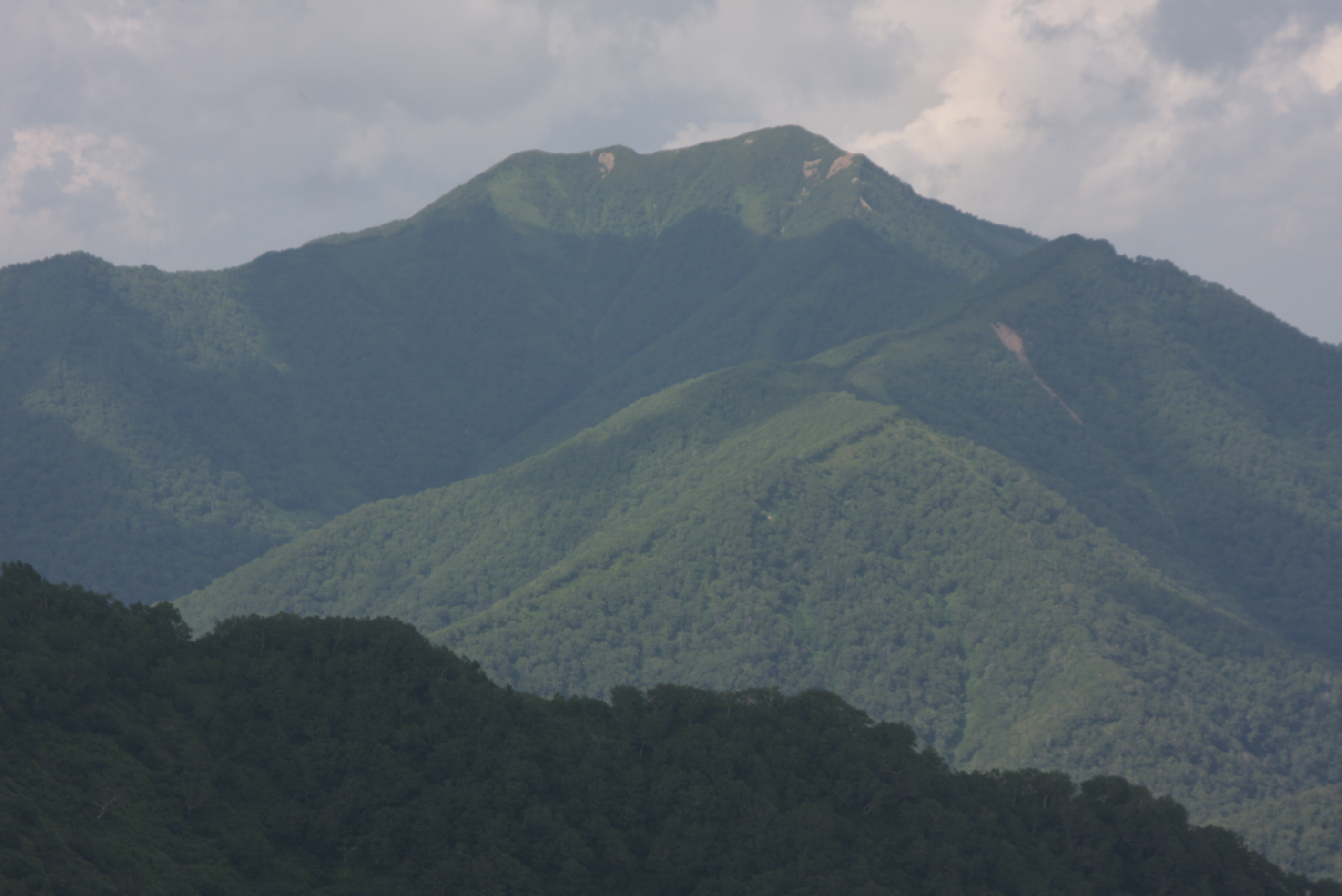
ピラミッド峰より遠望する札内岳

札内岳（さつないだけ）は、北海道帯広市と河西郡中札内村とにまたがる標高1,895 mの山である。日高山脈襟裳十勝国立公園に含まれる。また、北海道の百名山に選ばれている。
日高山脈北部主稜線上のエサオマントッタベツ岳から東に派生する支稜線上に位置し、ピパイロ岳からカムイエクウチカウシ山とピラミッド峰を札内川越しにぐるりと見渡すことができる展望の良い山である。東面に底の崩れたカールを抱いている。山頂には三等三角点（点名「札内岳」）が設置されている。
山名はアイヌ語で「Sat（乾く）nay（川）」を意味し、この山が札内川の源流となっていることに由来する

## 登山ルート
整備された登山道はなく、登頂には戸蔦別川の支流・ピリカペタヌ沢川を遡行することになる。それほど困難ではない沢であるが一般向けではない。戸蔦別川とピリカペタヌ沢川の合流点に山小屋（避難小屋）の戸蔦別川ヒュッテがあり、ベースキャンプとして利用されている。

## 近隣の山
- 十勝幌尻岳 (1,846 m)
- エサオマントッタベツ岳 (1,869 m)
- カムイエクウチカウシ山 (1,979.4 m)
- 岩内岳 (1,497.7 m)

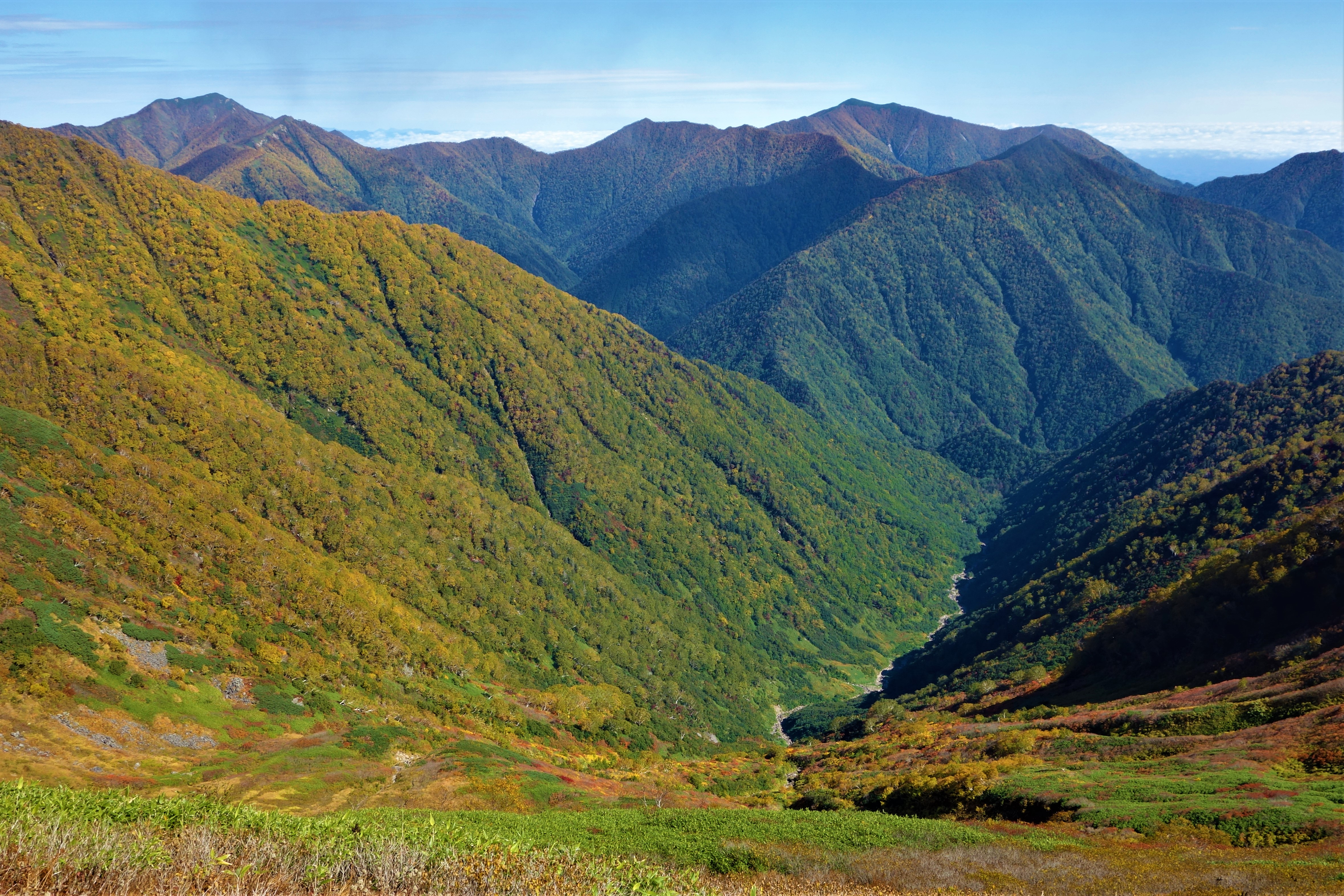
カムイエクウチカウシ山からの札内岳と十勝幌尻岳